# Bernard Lovell
Sir Alfred Charles Bernard Lovell OBE FRS (Oldland Common, 31 augustus 1913 - Swettenham, 6 augustus 2012) was een Engels fysicus en radioastronoom. Hij was van 1945 tot 1980 de pionier en eerste directeur van het Jodrell Bank Observatory van de University of Manchester.
Lovell zelf was een alumnus van de University of Bristol. Hij werkte vervolgens als onderzoeker aan de university of Manchester op het gebied van kosmische straling. Tijdens de Tweede Wereldoorlog werkte hij voor de Royal Air Force in het Telecommunications Research Establishment, een onderzoekseenheid rond radionavigatie, radar en infrarood detectie. Het was Lovells onderzoeksteam dat na enkele tegenslagen, en onder meer het verlies van ingenieur Alan Blumlein tijdens een testvlucht, uiteindelijk de H2S op punt stelde, en daarmee een belangrijke doorbraak in het succes van de RAF-bombardementen en de strijd om het luchtruim tijdens de Tweede Wereldoorlog realiseerde.
Na de oorlog hernam hij zijn onderzoekswerk te Manchester maar stootte op problemen doordat de gebruikte magnetrons storingen ondervonden van het tramverkeer dat de universiteitsgebouwen voorbijreed. Hij verhuisde naar een gebouw van de universiteit tussen Goostrey en Lower Withington ver van alle woonkernen, bij het arboretum, en bouwde daar het Jodrell Bank Experimental Station uit.

## Erkenning

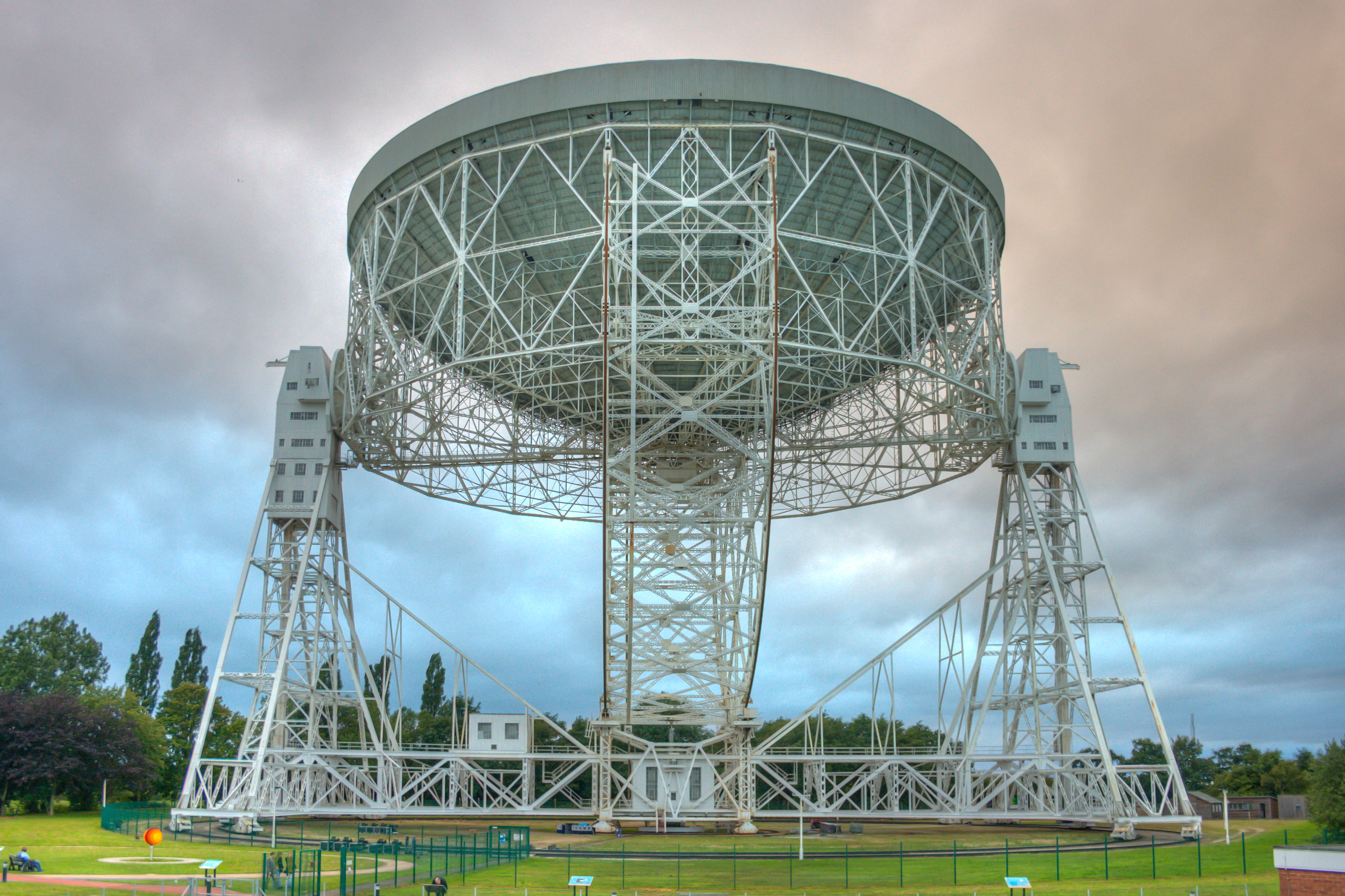
De Lovell Telescope van het Jodrell Bank Observatory uit 1957 met een diameter van 76 meter.

In 1946 werd hij Officer van de Most Excellent Order of the British Empire voor zijn werk aan H2S. In 1955 werd hij verkozen tot Fellow of the Royal Society. In 1960 werd hij de laureaat van The King's Medal, uitgereikt door de Royal Society voor zijn werk in de radioastronomie. Om deze reden werd hij eveneens in 1961 Knight Bachelor. In 1965 werd hij uitgenodigd als spreker voor de Royal Institution Christmas Lectures. Van 1969 tot 1971 was hij president van de Royal Astronomical Society. In 1980 ontving hij de Benjamin Franklin Medal van de Royal Society of Arts. In 1981 werd hij de laureaat van de Gouden medaille van de Royal Astronomical Society voor astronomie. In 1987 werd de Mark I radiotelescoop van het Jodrell Bank Observatory ter zijn ere hernoemd naar de "Lovell Telescope". Lovell was lid van de Internationale Astronomische Unie, de Koninklijke Zweedse Academie voor Wetenschappen en de American Academy of Arts and Sciences. Hij werd viermaal voorgedragen voor de Nobelprijs voor Natuurkunde.